# Долазак (филм)
Долазак (енгл. Arrival) амерички је научнофантастични трилер из 2016. године, редитеља Денија Вилнева а по сценарију Ерика Хајсерера. Сценарио је заснован на причи Прича твог живота, америчког књижевника Теда Ћанга. Продуценти филма су Шон Леви, Дан Левин, Арон Рајдер и Дејвид Линд. Музику је компоновао Џохан Џохансон.
Глумачку екипу чине Ејми Адамс, Џереми Ренер, Форест Витакер, Мајкл Сталбарг и Ци Ма. Светска премијера филма је одржана 1. септембра 2016. на Филмском фестивалу у Венецији, док је у америчким биоскопима реализован 11. новембра исте године.
Буџет филма је износио 47 милиона долара, а зарада од филма је 198 милиона долара.
Филм је номинован за осам Оскара, укључујући и Оскара за најбољи филм, најбољу режију и најбољи адаптирани сценарио.

## Радња
Радња овог интелигентног научнофантастичног мистериозног трилера фокусирана је на долазак ванземаљаца и наш први контакт са њима. Укупно дванаест летелица јајастог облика слетело је на различитим локацијама широм света. Америчка војска убрзо регрутује докторку Луизу Бенкс (Ејми Адамс), најбољу жену преводиоца на свету, чији је задатак да уз помоћ физичара Ијана Донелија (Џереми Ренер) открије да ли су наши посетиоци дошли у миру или представљају претњу комплетном човечанству.
Концепт језика ванземаљаца и његов утицај на концепцију времена оних који га науче заснован је на Сапир—Ворфовој хипотези.

## Улоге
| Глумац         | Улога          |
| -------------- | -------------- |
| Ејми Адамс     | Луиза Бенкс    |
| Џереми Ренер   | Ијан Донели    |
| Форест Витакер | пуковник Вебер |
| Мајкл Сталбарг | агент Халперн  |
| Ци Ма          | генерал Шанг   |